# Eduardo Romainville Centeno
Eduardo Romainville Centeno fue un hacendado y  político peruano. 
Huérfano de padre desde 1847, fue criado por su madre María Ana Centeno Sotomayor y enviado, junto a su hermano Adolfo, a estudiar Derecho en  Francia. A su vuelta, ambos hermanos se casaron con las hermanas Carmen y María Vargas de la Quintana, hijas de Mariano Vargas Hurtado, hacendado. Asimismo, una de las hijas de Adolfo y María se casó con Benjamín de la Torre, hijo de Benigno de la Torre del Mar. De esa manera se incrementó la fortuna de la familia que incluyó las haciendas Huadquiña, Huyro, Maranura, (en la provincia de La Convención), Aparquilla en la provincia de Anta, Chaulay, Umuto, Pucuto, Pistipata, Hipal que, en total, sumaban más de 500,000 hectáreas.
Fue elegido diputado por la provincia de Quispicanchi entre 1876 y 1879 durante el gobierno de Mariano Ignacio Prado. En 1894 fue elegido senador por el departamento del Cusco.